# Michael
Michael (стилизовано као MICHAEL) је постхумна компилација необјављених пјесама америчког извођача Мајкла Џексона. Њен излазак је предвиђен за 14. децембар 2010. године.